# Jaume de Vitry
Jaume de Vitry conegut amb el seu nom llatinitzat Jacobus de Vitriaco (nascut entre el 1160 i 1170 i mort entre el 1240 i 1244) fou un teòleg i historiador francès.

## Biografia
Va néixer a Reims i estudià a la Universitat de París sota la influència del grup a l'entorn de Pere Cantor, s'ordenà canonge el 1210 a l'església de Sant Nicolau d'Oignies. Des del 1211 fins al 1213 predicà la croada albigesa per França i Alemanya acompanyat de Guillem, arxidiaca de París, i aconseguí reclutar molts croats. És una de les principals fonts per entendre els esdeveniments de la Cinquena Croada. El 1214 participà en el Setge de Tolosa.
El 1216 fou nomenat bisbe d'Acre i estigué molt implicat en la Cinquena Croada, durant la qual va participar en el Setge de Damiata des del 1218 fins al 1220. El 1219 començà a escriure una Historia Hierosolymitana, la història de Terra Santa des de l'arribada de l'islam, passant per totes les croades, fins al seu propi dia, però només va reeixir a acabar-ne dues parts.
El 1225 tornà a Europa. El 1228, després de la seva dimissió de la seu episcopal d'Acre, fou nomenat cardenal bisbe de Túsculum i continuà predicant contra els albigesos.
Cap al 1239 fou nomenat patriarca de Jerusalem, però va dimitir poc després perquè el papa Gregori IX es negà a confirmar-ne l'elecció. Va esdevenir degà del col·legi cardenalici el gener del 1240 (o setembre del 1237).